# SC Veendam
Der SC Veendam war ein niederländischer Fußballverein aus Veendam, der von 1954 bis 2013 als Profiverein existierte und aus Insolvenzgründen am 2. April 2013 den Spielbetrieb einstellte.

## Geschichte
Der Club wurde am 4. September 1894 gegründet und war somit einer der ältesten professionell geführten Fußballvereine der Niederlande. Der erste Name des Vereins war „Look-Out“, wurde aber schnell in „Prinses Juliana Veendam“ umbenannt. Im Gebrauch war aber stets der einfache Name „Veendam“. Mit Beginn der Professionalisierung im niederländischen Fußball 1954, hielt auch der Berufsfußball in Veendam Einzug. Nach unterschiedlichen Vorstellungen wurde der Verein 1974 geteilt. Die Profiabteilung erhielt die Bezeichnung „Sportclub Veendam“, die Amateurabteilung „Veendam 1894“. Aus dem „Sportclub Veendam“ ging später der „BV Veendam“ hervor, der die Bezeichnung bis zum 30. Juni 2011 trug. Sowohl in der dritthöchsten (Tweede Divisie), als auch in der Ehrendivision (1954/55, 1986/87 und 1988/89), der höchsten Spielklasse im niederländischen Fußball, war der Verein in jeweils drei Spielzeiten vertreten. Die längste Zeit, 51 Jahre lang, spielte der Verein in der Eerste Divisie, der zweithöchsten Spielklasse; bis in die laufende Spielzeit 2012/2013, bevor er zahlungsunfähig ab dem 2. April 2013 den Spielbetrieb einstellte.

## Stadion
Der Verein trug seine Heimspiele im Gjaltema-Stadion aan de Langeleegte in Veendam aus. Das 1954 erbaute Stadion hat eine Kapazität von 6.500 Sitzplätzen und wurde 1998 komplett renoviert.

## Trikot
- Heimtrikot: Gelbes Trikot (mit schwarzem V auf der Brust), Schwarze Hose, Gelbe Stutzen
- Auswärtstrikot: Weißes Trikot (mit schwarzem V auf der Brust), Weiße Hose, Weiße Stutzen